# Brachtia brevis
Brachtia brevis är en orkidéart som beskrevs av Friedrich Fritz Wilhelm Ludwig Kraenzlin. Brachtia brevis ingår i släktet Brachtia och familjen orkidéer. Inga underarter finns listade i Catalogue of Life.